# Felix Schlayer
Felix Schlayer (Reutlingen, 20 de noviembre de 1873-Madrid, 25 de noviembre de 1950) fue un ingeniero y empresario alemán, que vivió alrededor de cincuenta años en España y fue cónsul de Noruega en Madrid durante los dos primeros años de la guerra civil española. Prácticamente desconocido por el gran público hasta fechas recientes, de acuerdo con su testimonio, salvó la vida a más de novecientas personas en los primeros meses de la guerra en Madrid. Le ayudó un militar llamado Manuel Jiménez-Alfaro, que se refugió con su familia. Fue Jiménez-Alfaro quien hacía operaciones en cárceles con un salvoconducto que tenía del bando republicano. Sacó de la cárcel a personas y realizó una labor de información con el cónsul Schlayer. Pedro Corral ha publicado testimonio de la gesta que hicieron en tres episodios. Schlayer fue también el primero que relató las persecuciones, los asesinatos políticos masivos y las torturas de las checas en el Madrid republicano de 1936 en su obra Diplomat im roten Madrid, publicada en Berlín en alemán en pleno nazismo en 1938, y no traducida al español hasta 2005 con el título Matanzas en el Madrid republicano. Paseos, checas, Paracuellos..., y publicada con nueva traducción en 2008 con el título de Diplomático en el Madrid rojo.

## Biografía
No hay muchos datos disponibles acerca de su biografía. La mayor parte de ellos son los extraídos de su libro. De acuerdo con éste, se habría establecido en España en 1895, a los veintidós años, como empresario de maquinaria agrícola. Fue el inventor del «Heliaks» (Helico Axial Machine), una máquina trilladora helicoaxial, si bien es por su papel como diplomático, ya pasados los sesenta años de edad, por lo que se le recuerda.
En su poder estuvo el San Juan Bautista de El Greco cuando salió del convento de San José a finales de los años 1920.
En julio de 1936, al estallar la guerra civil española, era el encargado de Negocios de la Embajada noruega en Madrid. Al encontrarse fuera de España el embajador noruego, ocupó el puesto de cónsul de Noruega. Durante el año que permaneció en su puesto como diplomático en la España republicana salvó la vida de unos novecientos refugiados, a los que acogió en la legación diplomática e intercedió ante el gobierno en varios casos, incluso facilitando en algún caso salvoconductos para escapar, por lo que José Manuel Ezpeleta —uno de los máximos especialistas en las matanzas de Paracuellos de Jarama (vocal de la Hermandad de Nuestra Señora de los Caídos de Paracuellos de Jarama), y prologuista de la edición de las memorias de Schlayer— le ha considerado como el Schindler español. En noviembre de 1936 descubrió y afirmó haber dado testimonio a las autoridades republicanas de la matanza en Paracuellos de Jarama y Torrejón de Ardoz de más de cuatro mil personas que estaban detenidas en las cárceles de Madrid. Permaneció en su puesto en Madrid hasta julio de 1937, en que abandonó la España republicana junto a su esposa, de forma precipitada, según su testimonio, cuando estaba a punto de ser detenido por las milicias republicanas. Según el secretario general del cuerpo diplomático en Madrid, Henry Helfant, Schlayer perdió su puesto diplomático noruego por sus simpatías pronazis.[cita requerida] Posteriormente estuvo en la zona sublevada en fecha indeterminada —Schlayer cita en su libro su presencia en Salamanca, cuartel general de Franco, durante la guerra, lo cual sólo pudo tener lugar tras su salida de la zona republicana y antes de la publicación de su libro—.
Regresó a España al finalizar la guerra civil y, ya con casi setenta años, se quedó a vivir en Torrelodones (Madrid), donde ya había residido antes de la guerra. El 7 de marzo de 1940 testificó en la Causa General —un gran proceso judicial abierto por los vencedores de la guerra civil para informar «de los hechos delictivos y otros aspectos de la vida en zona roja desde el 18 de julio hasta la liberación»— y en 1946 se le concedido el ingreso en la Orden Civil de Beneficencia. Falleció en Madrid en 1950.

## Obra
Su testimonio lo recogió en un libro de memorias, Diplomat im roten Madrid («Un diplomático en el Madrid rojo»), publicado en alemán en Berlín en 1938. Narrado con un tono descriptivo, sin referencias históricas, Schlayer afirma que no tiene pretensiones literarias ni propagandísticas de ningún tipo y que narra exclusivamente lo que vio: «Lejos de mí cualquier intención propagandística. Sólo espero que cada cual sepa extraer de mis escritos sus propias conclusiones». La obra, pese a su singular valor testimonial, cayó en el olvido y no se tradujo al español hasta 2005, casi setenta años después, con el título Matanzas en el Madrid republicano. El libro, que recoge de forma minuciosa y con numerosos detalles tanto los horrores que vio (los hacinamientos en las cárceles, los paseos y los cadáveres al borde de la carretera) como su labor humanitaria en el Cuerpo Diplomático, denuncia la pasividad o, en algunos casos, connivencia, de las autoridades de la Segunda República Española con las persecuciones y los asesinatos masivos. También recoge su versión de la entrevista que mantuvo con el nuevo delegado de Orden Público de la Junta de Defensa de Madrid, Santiago Carrillo, al que afirmó haber transmitido las informaciones de que disponía sobre los transportes de cientos de presos que en ese momento se estaban produciendo desde la cárcel Modelo y la de Porlier con destino incierto. Según su versión, Carrillo y el general Miaja afirmaron no saber nada al respecto. Pese a prometer investigarlo, dichas sacas se siguieron sucediendo en los días posteriores. El destino de las mismas fue descubierto por el propio Schlayer días después. Carrillo, que reconoce en sus memorias la entrevista con el diplomático (al que, sin embargo, confunde con el embajador de Finlandia, del que dice que era un "nazi" y que publicó un libro en Alemania tras la guerra,) y con el delegado de la Cruz Roja, afirma, sin embargo, que nada supo sobre los asesinatos masivos que se estaban produciendo en Paracuellos.
Schlayer narra en su libro el descubrimiento de fosas comunes en los aledaños del río Henares, en Torrejón de Ardoz, y también más allá del Jarama, en Paracuellos, ambos en los alrededores de Madrid, al tratar de localizar el rastro de Ricardo de la Cierva Codorníu (hermano de Juan de la Cierva, el inventor del autogiro; hijo de Juan de la Cierva Peñafiel, varias veces ministro de Alfonso XIII; y padre del historiador Ricardo de la Cierva), joven abogado que trabajaba para la embajada noruega. 
Esta obra constituye el principal testimonio coetáneo y directo de la matanza de Paracuellos, la mayor masacre colectiva perpetrada en la zona republicana durante la guerra civil española. Asimismo, documenta sus entrevistas con diversas autoridades republicanas –desde varios miembros del Gobierno, a generales republicanos y jefes de policía–, a los que trató de persuadir de forma insistente para que impidieran los crímenes contra inocentes. Recoge también los esfuerzos humanitarios del conjunto del Cuerpo Diplomático presente en Madrid para proteger la vida de personas perseguidas, y sus numerosas visitas humanitarias a los hospitales y las cárceles madrileñas para proteger la vida de los presos, e incluso a algunas de las checas más temidas como la de la calle Fomento 9.
También se ha publicado su autobiografía Ein Schwabe in Spanien, Hohenheim 2006, no traducida al español, donde proporciona información de gran interés. Narra por ejemplo su entrevista con Franco por la que se establece un intercambio de prisioneros entre los dos bandos en lucha.

## Ideología
Schlayer no fue un político, sino un industrial que, circunstancialmente, se vio al frente de la embajada noruega al encontrarse ausente el embajador —muchos embajadores se encontraban de vacaciones cuando estalló la guerra civil española—. El secretario general del Cuerpo Diplomático Extranjero en Madrid durante la guerra civil española, Henry Helfant lo consideró en su libro La doctrina Trujillo del asilo diplomático humanitario publicado en 1947 como pronazi y partidario de los rebeldes franquistas. Santiago Carrillo va más lejos y lo califica llanamente como «nazi». Sin embargo, aunque sus ideas conservadoras y su simpatía por el bando nacional quedan claras en su libro, y la lectura de éste transmite un latente antisemitismo nada extraño en la época en que fue escrito, no hay prueba alguna de que fuera nacionalsocialista. Por su parte, Ian Gibson menciona en un pasaje de su obra sobre Paracuellos la ideología derechista de Schlayer:

Schlayer era hombre de ideas netamente derechistas y antimarxistas y, en los primeros meses de la contienda, adquirió la reputación entre los rojos de ser simpatizante y hasta colaborador de los sublevados. «Corrientemente se ha opinado que era un agente de la quinta columna -escribió Galíndez en 1945-, y su nacionalidad y actividades confirman esta creencia. En la Legación tenía unos dos mil asilados; pero su obsesión fue siempre el canje de Raimundo Fernández Cuesta.»

Schlayer se interesó vivamente por la suerte de los presos políticos de Madrid, visitando con frecuencia las cárceles y llevando a cabo numerosas gestiones acerca de las autoridades republicanas. Finalmente, en el verano de 1937, surgió un grave enfrentamiento con dichas autoridades, y abandonó Madrid.
Ian Gibson. Paracuellos cómo fue.

Según su propia declaración en la Causa General, sus simpatías le llevaron a proporcionar información secretamente al bando sublevado al menos en una ocasión: cuando Kléber se disponía a atacar el Cerro Garabitas. Sin embargo, resulta exagerado considerarlo como un espía. El Servicio de Información Militar (SIM) franquista carece de datos sobre él, y su única colaboración acreditada parece haber sido el responder a un interrogatorio al llegar a zona sublevada; algo habitual en quienes cambiaban de zona.
Schlayer afirma conocer muy bien España —llevaba más tiempo viviendo en España que en su Alemania natal— y a sus gentes, gracias a los viajes por los pueblos y ciudades españoles como representante de maquinaria. En su obra, Schlayer define explícitamente su ideología, si bien deja inequívoca constancia de sus simpatías por los sublevados, acusando al Frente Popular de haber amañado las elecciones, haber ordenado el asesinato de Calvo Sotelo. y encontrando justificada la sublevación militar. En su libro no se refiere a la represión en el territorio controlado por los sublevados —denominado siempre «nacional»—, pero sí llega a imputar la ola de refugiados que llegó a Madrid huyendo del avance del ejército de África a la expulsión decretada por los «rojos».
Schlayer defiende el orden social frente al desorden que, a su juicio, vivía España desde los primeros años de la República. Aunque nada proclive a teorizaciones, a lo largo de la obra hace explícitas sus ideas anticomunistas, si bien omite su posible contacto con la quinta columna y su colaboración con los sublevados. Su toma de postura contraria al bando republicano se debe probablemente a sus ideas profundamente antimarxistas y se hace bien explícita en el final, al partir con su mujer desde el puerto de Valencia: «Finalizaba para nosotros la pesadilla roja». A pesar de ello, fue capaz de ponderar las diferencias personales y éticas entre cada uno de ellos e incluso ensalzar los méritos del anarquista Melchor Rodríguez, director de Prisiones de Madrid. Más difícil es determinar si era o no demócrata o si tenía simpatías filonazis, como Galíndez le atribuye debido a sus actividades y al hecho de ser alemán, o cómo le define Henry Helfant, diplomático en Madrid en las mismas fechas que Schlayer, como pronazi. Sin embargo, sus críticas al Frente Popular no le convierten automáticamente en fascista o filonazi: hubo republicanos y demócratas convencidos, como Manuel Chaves Nogales, que denunciaron las atrocidades del Frente Popular y de las milicias en parecidos términos. En una época tan polarizada, Schlayer dejó escrito que la opción entre «"blanco" o "rojo" es mucho menos una cuestión política que una demanda moral». Sin embargo, de existir tal filiación, no ha podido comprobarse con hechos fehacientes. Sí son reconocidas por todos sus intervenciones humanitarias —que incluyen también la visita a hospitales con heridos del bando republicano, de lo cual hay constancia fotográfica— y que actuó siempre coordinado con el delegado de la Cruz Roja y con el Cuerpo Diplomático —que en septiembre de 1936 amenazó con abandonar Madrid en bloque si no se les permitía continuar con su labor humanitaria—.

## Repercusiones
La obra de Schlayer se ha convertido, en manos de historiadores como César Vidal y Pío Moa, en una de las principales piezas de cargo en contra de Santiago Carrillo, acusado de haber permitido los asesinatos masivos ocurridos en Madrid durante los primeros meses de la guerra. También ha servido, más allá de las disputas ideológicas, para documentar de primera mano la importante labor humanitaria que desempeñaron en Madrid numerosos diplomáticos extranjeros, que pusieron en riesgo su seguridad para auxiliar a un gran número de personas, que pudieron así salvar su vida. 
El libro, que a finales de 2006 iba por su cuarta edición, ha despertado el interés del público por la figura de Schlayer, lo que dio lugar a un homenaje público que se le tributó en Madrid el 9 de noviembre de 2006, coincidiendo con el 70 aniversario de las matanzas de Paracuellos. En el homenaje participaron personalidades diversas, en su gran mayoría en el entorno de la derecha española, como el escritor Fernando Sánchez Dragó, los periodistas César Alonso de los Ríos e Isabel Durán, el magistrado del Tribunal Supremo Adolfo Prego y el exjefe de la Casa Real española Sabino Fernández Campo. También se sumaron los historiadores Stanley Payne y Ricardo de la Cierva —hijo del abogado de la embajada noruega, asesinado en Paracuellos— y el periodista Alfonso Ussía —nieto del dramaturgo Pedro Muñoz Seca, igualmente asesinado en Paracuellos—.

### Citas
1. ↑  Sánchez, Rubén (marzo de 2014). Un San Juan Bautista del Greco procedente de Malagón, El Periódico de Malagón.
2. ↑  En La radio: un arma más de la Guerra Civil en Madrid, Javier Cervera, escribe que Felix Schlayer testificó en la Causa General (CAUSA: CAJA 1527 (EMBAJADAS). Declaración de Felix Schlayer).
3. ↑  Orden del Ministerio de la Gobernación concediendo el ingreso en la Orden Civil de Beneficencia, con distintivo negro y blanco y categoría de Cruz de primera clase, a doña Esther González, viuda de Pérez Treviño, y don Félix Schlayer, Encargado de Negocios de la Legación de Noruega en Madrid, publicada en el Boletín Oficial del Estado de 21 de noviembre de 1946.
4. ↑  Felix Schlayer, Matanzas en el Madrid republicano. Introducción de Felix Schlayer (pág. 18).
5. ↑  Santiago Carrillo, Memorias, ISBN 84-08-07035-5, pg. 217.
6. ↑  Helfant, Henry (10 de abril de 1942). «Carta de Helfant al exgobernador civil de Madrid, Miguel Villalta Gisbert, en 1942». Archivado desde el original el 18 de julio de 2006. Consultado el 26 de noviembre de 2018.
7. ↑  Felix Schlayer and the Nazis
8. 1 2  Cervera Gil, 2008, p. 17.
9. ↑  Cervera Gil, 2008, p. 15.
10. ↑  Cervera Gil, Javier (1998). «La radio: un arma más de la Guerra Civil en Madrid». Historia y comunicación social (3): 282. ISSN 1137-0734. Consultado el 25 de abril de 2013.
11. ↑  Cervera Gil, 2008, pp. 17-18.
12. ↑  Schlayer. Capítulo 1. Causas y telón de fondo de la guerra civil: «Al revelarse, ya en el primer escrutinio, el fracaso de este nuevo invento [de Alcalá-Zamora] y resultar por otra parte posible una mayoría renovada de la derecha tradicional, Portela dio por perdida la partida, se retiró y entregó el poder en favor del “Frente Popular” que amenazaba con la huelga general y el levantamiento del pueblo, sin estar en absoluto justificado para ello, pues todo era consecuencia del despecho que sentían, al haber resultado minoritarios, precisamente en esas mismas elecciones. El nuevo escrutinio al que se procedió, a los pocos días, se hizo ya bajo el signo del desconsiderado abuso de poder de los partidos de izquierda, que no contentos con monopolizar para sí los escaños discutidos, aprovecharon la mayoría así alcanzada para anular, en varias provincias, los resultados electorales favorables a la derecha y adjudicárselos, totalmente, a sus propios candidatos. Hubo provincias en las que se había votado a las derechas en un ochenta por ciento -y eso bajo un gobierno Portela, del que lo menos que se puede decir es que no tenía interés alguno en que así fuera- y en las que, un mes después, bajo la presión del Frente Popular, resultó que se había votado a la izquierda en un noventa por ciento; ¡pocas veces se habrá montado parodia mayor de la tan cacareada libertad de voto! Y, sobre tal base, se asienta ahora la “legitimidad” del Gobierno de la República Española, tan ofuscadamente puesta en primer término por franceses, ingleses y americanos»
13. ↑  Ibid. Capítulo 1. Causas y telón de fondo de la guerra civil: «A Calvo Sotelo, diputado sobresaliente que encabezaba esos partidos de derechas, le anunció la muerte que le esperaba el propio Casares Quiroga, Presidente del Consejo de Ministros, en plena sesión parlamentaria y tras un exaltado discurso de despedida. El asesinato se perpetró pocos días después, durante la noche, a manos de la policía estatal.»
14. ↑  Ibid. Capítulo 1. Causas y telón de fondo de la guerra civil: «La parte del pueblo español de orientación derechista, mayoría numérica indiscutible, se veía abocada a la elección entre dejarse aniquilar por las turbas incontroladas o lanzarse a la lucha. Tal fue el origen de la sublevación de los generales, como ejecutores de la voluntad de la mayoría de la población que no se quería dejar exterminar conscientemente.»
15. ↑  Ibid. Capítulo 2. El estallido de la Guerra Civil: «Se habían convertido en víctimas de la furia destructora roja, que quería dejar a los "otros" un país despoblado, sin tomar en consideración el hecho de que, al privar a sus conciudadanos de asentamiento, también les quitaban su resistencia moral. Tenían que convertirse en "rojos"; en parte, por el temor a los "nacionales", que se les infundía y, en parte precisamente por el desarraigo, la pérdida de tierras, casa y demás bienes.

Este sistema lo aplicaron en todas partes y, más adelante, incluso en las provincias entre Badajoz y Madrid, que tomaron los nacionales. Estos encontraban a su paso, siempre pueblos vacíos: en todas partes la gente se había visto obligada a abandonarlos, juntamente con los rojos.|Ibid. Capítulo 2. El estallido de la Guerra Civil.»
16. ↑  Ibid. Capítulo 1. Causas y telón de fondo de la Guerra Civil.
17. ↑  Ibid. Capítulo 1. Causas y telón de fondo de la guerra civil: «¿Cómo hacerse con un pueblo así, al que “no hacer nada” le parece más tentador, que el bienestar adquirido mediante el trabajo? Presentándole, como señuelo, el “vivir bien” emparejado con el “no hacer nada”. Tal era la consigna tentadora con la que, con habilidad, el comunismo seducía a la masa inculta, carente hasta el presente de ambiciones y hecha ya a la mezquindad de su vida, empujándola a actuaciones fanáticas con un seguimiento ciego: “quitadles todo a los que lo tienen y así podréis ser tan gandules y vivir tan bien como ellos ahora”.»
18. ↑  Ibid. Capítulo 1. Causas y telón de fondo de la guerra civil: «En la amplia masa del pueblo español dominaba, desde siempre, en materia política, exclusivamente el sentimiento y nunca la razón. Pero en conflictos anteriores su fanatismo se apoyaba sobre bases idealistas... Esta vez, sin embargo, debido a la influencia de la progresiva materialización de las masas populares, como consecuencia de las teorías socialista y comunista, los motivos de fondo son principalmente de orden económico y la meta con la que se especula es el disfrutar de la vida con el mínimo esfuerzo.»
19. ↑  Ibid. Capítulo 4. Los presos, las cárceles y sus guardiantes: «Tal es, ahora como antes, el espíritu que domina en los dirigentes rojos españoles. La destrucción es, en todos los campos, parte importante de su programa y, la envidia, y el resentimiento su móvil esencial.»
20. ↑  Ibid. Capítulo 8. La liberación de los refugiados: «Hacia el final le pregunté a La Pasionaria cómo se imaginaba que las dos mitades de España, separadas entre sí por un odio tan abismal, pudieran vivir otra vez como un solo pueblo y soportarse mutuamente. Entonces estalló todo su apasionamiento: "¡Es simplemente imposible! ¡No cabe más solución que la de que una mitad de España extermine a la otra!".»
21. ↑  Imagen de Schlayer durante la guerra Archivado el 20 de julio de 2006 en Wayback Machine.: en la fotografía aparece marcado con una equis, visitando a un famoso miliciano republicano en un puesto de socorro de la Cruz Roja cercano al frente de Madrid.
22. ↑  Noticia de Minuto Digital en la que se informa de la celebración de un homenaje a Felix Schlayer en Madrid Archivado el 11 de noviembre de 2006 en Wayback Machine., 10 de noviembre de 2006.